# Caroline Ingalls
Caroline Lake Ingalls, nata Quiner (Brookfield, 12 dicembre 1839 – De Smet, 20 aprile 1924), fu la madre della scrittrice Laura Ingalls Wilder, nonché un personaggio della serie di libri La piccola casa nella prateria.

## Biografia
Caroline nacque nel 1839 da Henry Newcomb Quiner (1807-1845) e Charlotte Wallis Tucker (1809-1884). Aveva tre fratelli, Joseph, Henry e Thomas, e tre sorelle, Martha Morse (morta prematuramente nel 1836, tre anni prima della nascita di Caroline), Martha Jane e Eliza Ann. Quando Caroline aveva cinque anni, il padre annegò in un incidente nel Lago Michigan, nei pressi dello stretto di Mackinac; nel 1849 la madre si risposò con il contadino Frederick Holbrook, dal quale ebbe un'altra figlia, Charlotte "Lottie" Holbrook. Caroline evidentemente amava e rispettava molto il padre adottivo, tanto da chiamare il suo primo figlio Charles Frederick Jr. in suo onore.
All'età di sedici anni e mezzo, Caroline iniziò a lavorare come insegnante, mentre il 1º febbraio 1860 sposò Charles Ingalls. La coppia ebbe cinque figli: Mary, Laura, Caroline "Carrie", Charles Frederick "Freddy" (nato il 1º novembre 1875 e morto prematuramente il 27 agosto dell'anno successivo) e Grace.
Dopo aver vissuto tra il Wisconsin, il Kansas, l'Iowa (Burr Oak) e il Minnesota (Walnut Grove), la famiglia Ingalls si stabilì nella città di De Smet, nel Dakota del Sud, dove Charles costruì la loro casa. Caroline, rimasta vedova nel 1902, morì per cause naturali il 20 aprile 1924 all'età di 84 anni.

## Nella cultura di massa
Caroline fu interpretata dall'attrice Karen Grassle nella popolare serie televisiva La casa nella prateria, basata sulla serie di libri della figlia Laura.